# Bergslagen

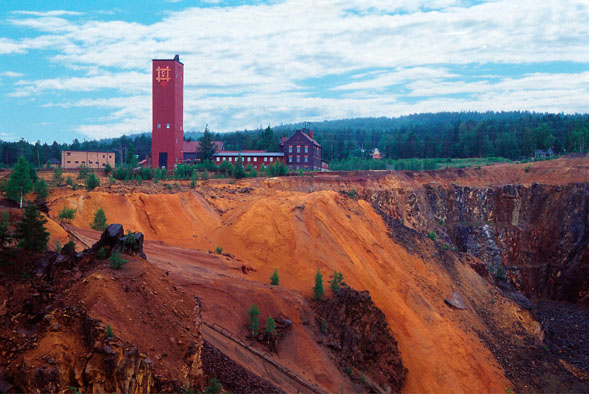
Stora stöten, a Falu koppargruva.

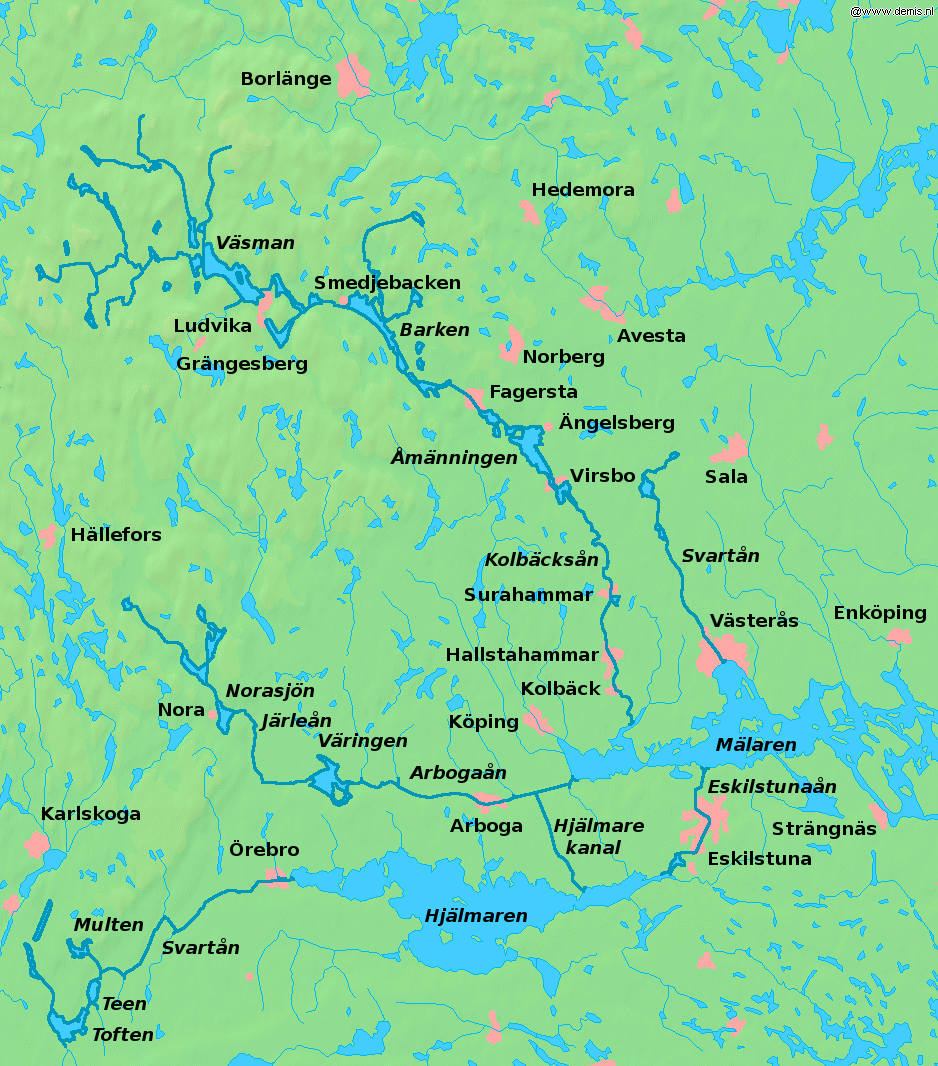
Mappa di Bergslagen.

Bergslagen è una regione mineraria della Svezia centro-meridionale, che occupa parti di Västmanland, Dalarna e Värmland. Copre città tipiche come Lindesberg, Nora, Fagersta, Sala , Filipstad, Ludvika e Hedemora. È un'area distinta dal punto di vista economico, storico e culturale e linguistico  caratterizzata da attività mineraria e metallurgica sin dal Medioevo.
I conflitti di interesse tra le esportazioni di ferro di Bergslagen e altri problemi territoriali al confine meridionale della Danimarca furono la causa principale della ribellione di Engelbrekt nel 1434. Le successive controversie avrebbero infine posto fine allo scioglimento dell'Unione di Kalmar nel 1523.

## Minerali e miniere
La zona è molto ricca di minerali. L'estrazione mineraria si è concentrata per secoli sul ferro, sebbene siano stati estratti anche altri minerali. Molte miniere sono attualmente chiuse. I primi segni di estrazione mineraria risalgono al 400 a.C., mentre le attività su scala industriale risalgono al XVII secolo. A Långban, dove venivano estratti il ferro e il manganese, ci sono ancora circa 270 minerali diversi. Molti di questi minerali sono unici nel deposito di Långban e 67 sono stati trovati lì per la prima volta.